# Trachyjulus humberti
Trachyjulus humberti är en mångfotingart som beskrevs av Carl 1911. Trachyjulus humberti ingår i släktet Trachyjulus och familjen Cambalopsidae. Inga underarter finns listade i Catalogue of Life.